# МТВ-82

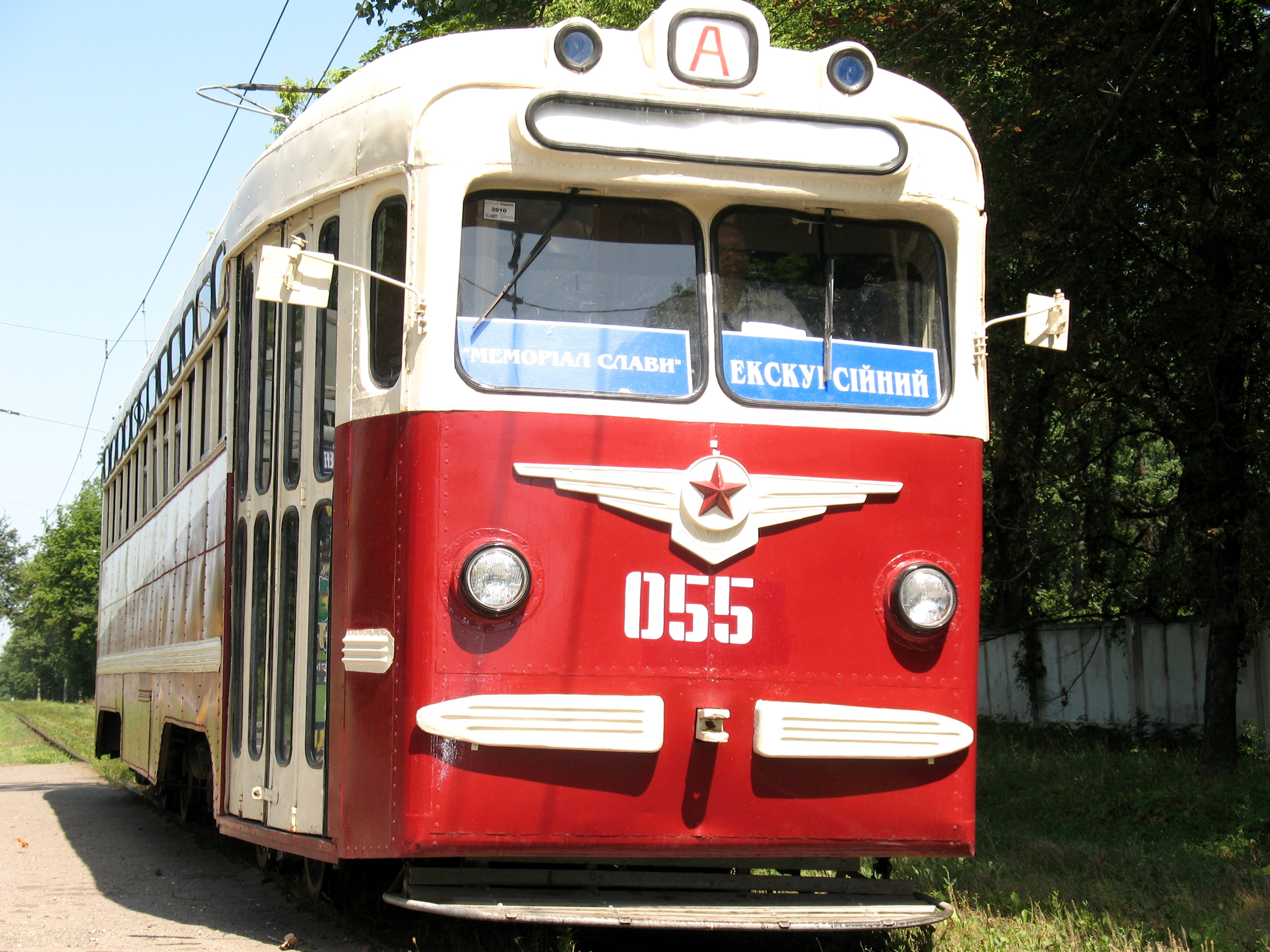
Трамвай "А" екскурсійний. Харків. зупинка "Підстанція". На жаль, нині втрачений

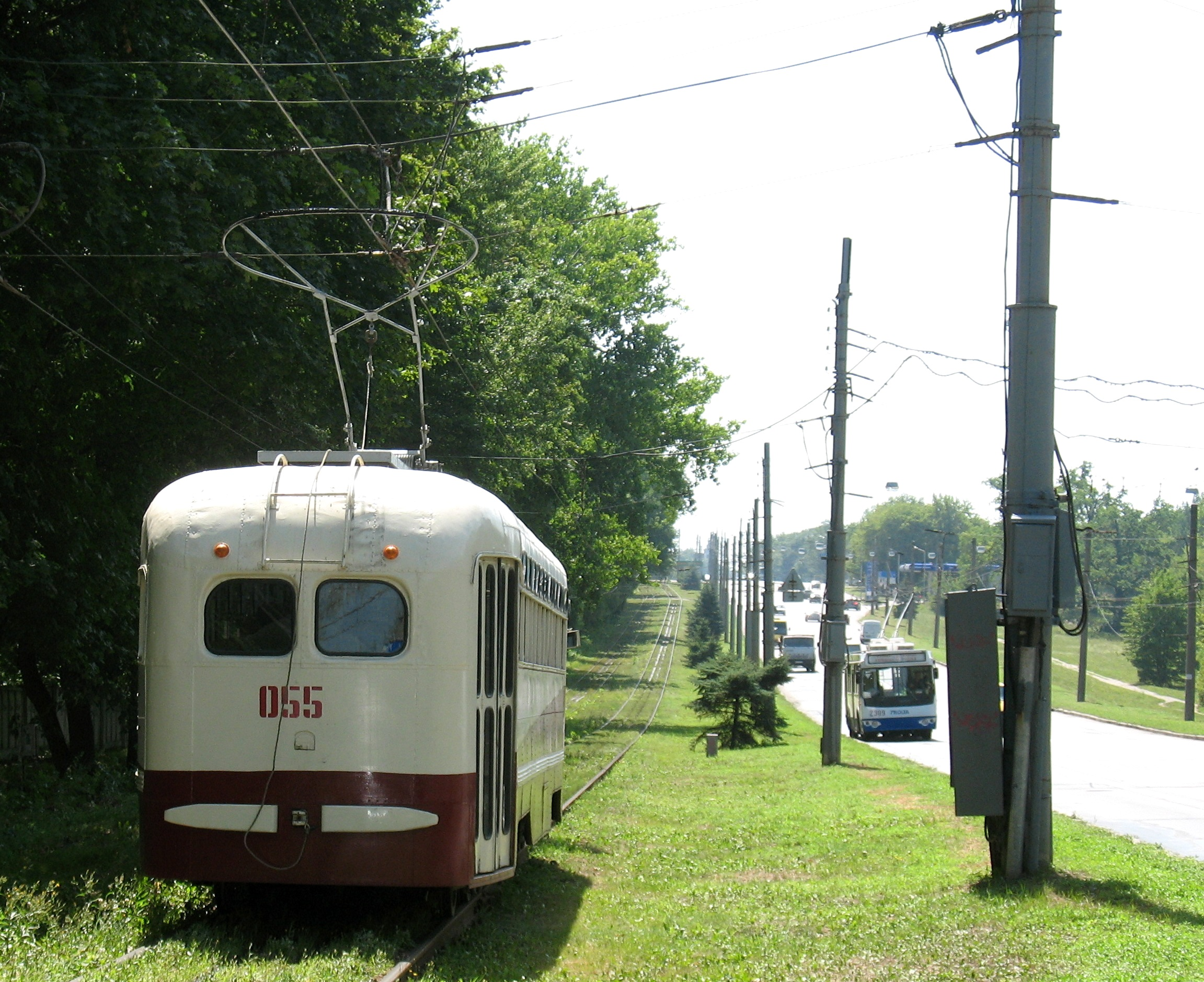
Харків. Екскурсійний трамвай "А" МТВ-82 1950-х років. Маршрут: "Меморіал Слави (Лісопарк) - Південний вокзал". фото у районі Сокільників, вул. Сумська. Їде у напрямку центру.

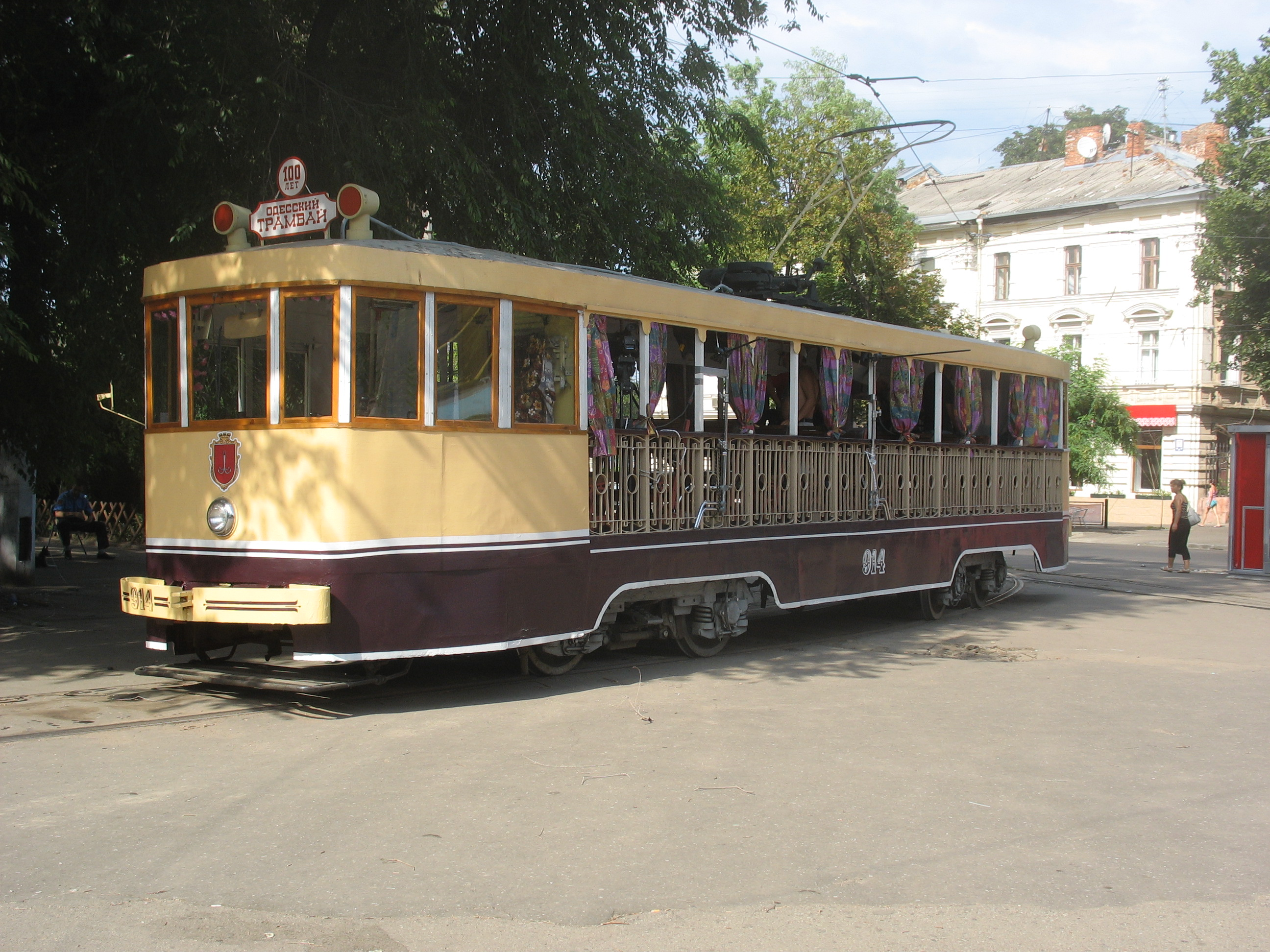
Контрмодернізований екскурсійний одеський трамвай на базі МТВ-82 № 914

МТВ-82 — радянський високопідлоговий чотиривісний односторонній моторний трамвайний вагон ризького заводу.
Абревіатура «МТВ» означає «московський трамвайний вагон». Перший прототип був побудований на військовому заводі №82 (звідси індекс 82 в назві вагона) в 1946 році. Трамваї цієї марки працювали в багатьох радянських містах до кінця 1970-х років; в Москві їх пасажирська експлуатація тривала до 1981, в Києві - до 1984, а в Одесі — до 1989 року. Радянські водії трамваїв і ремонтники любили МТВ-82 за простоту, надійність і довговічність. Однак централізований диктат по оновленню рухомого складу до більш складних чеських «Татр» або радянських КТМ-5 поклав край роботі МТВ-82 на міських лініях. Станом на вересень 2015 року в Росії залишилося три МТВ-82 в оригінальному стані, без будь-яких значних переробок базової конструкції. В Україні найкраще зберігся № 002 (Донецьк, тимчасово окупований). Харківський добре збережений музейний екземпляр (№ 055) знищений московськими варварами 3 березня 2022 року. Також досі експлуатуються два вагони, перероблені на рейкозварювальні (Київ та Харків), які не зовсім втратили зовнішній вигляд оригіналу.